# Capriccio con scene di vita in una città portuale
Capriccio con scene di vita in una città portuale è un dipinto di Luca Carlevarijs. Si trova conservato presso la Fondazione Cariplo.